# 拉平曲线
拉平曲线（英語：Flattening the curve），又称压平曲线，是一種减缓傳染病传播的一种公共卫生策略，源于美国疾病控制与预防中心（CDC），指在疫情早期采取各种措施延缓疫情高峰期到来，并尽量避免集中暴发，从而减少每次需要治疗的高峰人数，以避免医疗系统超负荷运转甚至崩溃。被拉平的曲线就是疫情曲线，它直观地反映了随着时间的推移需要医疗服务的感染者人数。在疫情期间，当感染者的数量超过医疗系统的救治能力时，医疗系统就会崩溃。拉平曲线依赖于各種防疫情措施，如保持人身距離。
一项补充措施是提高医疗水平，即“提高线”（raise the line）。正如《国家》上的一篇文章所描述的那样，“防止医疗系统不堪重负需要一个社会做两件事：“拉平曲线”—也就是说，减缓感染率，这样就不会有太多的病例需要一次住院治疗；“提高线”—也就是说，提高医院系统治疗大量病人的能力。”。增加可用的醫療數量可避免由於短缺造成醫療超出負荷。

## 背景
在2000年代和2010年代，包括世界卫生组织和世界银行在内的主要国际组织一再发出关于疫情风险的警告，特别是在严重急性呼吸道综合征疫情之后。包括美国和法国在内的各国政府，在2009年H1N1流感大流行之前和疫情之后的十年间，既加强了本国的医疗能力，随后又削弱了本国的医疗能力。在2019冠状病毒病疫情期间，许多国家的医疗系统已接近其最大能力。
在这样的情况下，当一场新的大规模疫情出现时，一部分受感染和有症状的病人会造成对医疗服务需求的增加，而这种需求只能用统计学的方法来预测，既不知道疫情的起始日期，也不知道事先的感染性和致死性。如果需求量超过了每天感染曲线率的容量线，那么现有的医疗设施就无法完全处理这些病人，从而导致比准备工作更高的死亡率。

## 拉平曲线
洗手、保持人身距離、隔离和消毒等非药物干预措施可以减少日常感染，从而拉平疫情曲线。成功拉平的曲线会将医疗需求随时间的推移推而扩展，并将住院高峰期分散在医疗服务能力线下。这样做，无论是物力还是人力，资源都不会枯竭和缺乏。对于医院里的医务人员来说，既要使用适当的防护设备和程序，又要将被感染的病人和暴露的工作人员与其他人群分开，避免院内传播。
1918年流感大流行时期，在费城，市政府官员无视传染病专家关于流感已经在社区蔓延的警告。哈里斯表示，这座城市反而举行了一次大规模的游行，聚集了数十万人，在48、72小时内，费城地区成千上万的人开始死亡。最终，大约16000人在六个月内死亡。与此同时，在圣路易斯，市政府官员迅速实施社会隔离策略。政府关闭了学校，限制旅行，鼓励个人卫生和保持社交距离。结果，该市仅有2000人死亡，是费城死亡人数的八分之一，成功拉平了曲线。

## 提高线
在努力拉平曲线的同时，还需要同时努力“提高线”，以增加医疗保健系统的能力。提高设备、工作人员、向公众提供远程医疗、家庭护理和健康教育等措施可以提高医疗保健能力。可以取消不重要的工程，以腾出设备和人员。提高线的目的是为更多的病人提供足够的医疗设备和用品。

## 2019冠状病毒病疫情期间

模拟比较不采取社交距离（左）和采取社交距离（右）时的感染率和因医院容量过大而导致的死亡人数
绿色=健康、未受感染
红色=确诊病例
蓝色=治愈病例
黑色=死亡病例

这一概念在2019冠状病毒病疫情的最初几个月里在欧美变得流行起来。自从欧美地区2019冠状病毒病个案大幅增长后，不少西方媒体及网民纷纷转发拉平曲线的示意图，其中流传得最广的两幅分别由《经济学人》以及苏格兰微生物学家Siouxsie Wiles制作。
美国华盛顿大学的生物学家卡尔·伯格斯特罗姆（Carl Bergstrom）在社交平台Twitter上发帖称赞了一张由美国疾病控制与预防中心（CDC）首创、顾问德鲁·哈里斯（Drew Harris）改编、并由《经济学人》推广的一张压平曲线示意图，认为这可以告诉民众：“即使您无法帮助减少总病例数，减缓流行率也很关键”。在Twitter的#FlattenTheCurve#标签的帮助下，这一图表得到了广泛的传播。
Vox认为，为了摆脱社会疏离，回归正常，美国需要用隔离和大规模测试来拉平曲线，并提高线。Vox鼓励美国提升医疗保健能力，包括大规模测试，提高软件和基础设施，以追踪和隔离感染者，并解决个人防护设备、口罩等方面的不足，以此扩大医疗服务。
据《国家》报道，财政和医疗能力薄弱的地区，如波多黎各，面临着提高线的艰苦斗争，因此压平曲线的压力较大。
2020年3月，加利福尼亚大学伯克利分校经济学和法学教授亚伦·埃德林（Aaron Edlin）评论称，在数万亿美元紧急救助计划的支持下，为拉平曲线而进行的大规模努力应与提高医疗保险额度和提高医疗能力的同等努力相匹配。埃德林呼吁激活国防生产法，命令制造公司生产所需的消毒剂、个人防护设备、呼吸机，并设置数十万至数百万张所需的医院病床。根据2020年3月的估计上，埃德林呼吁建设100-300家急诊医院，以面对他所说的“100年来最大的健康灾难”，并调整医疗立法，以应对止疫情发生时所需的紧急措施。埃德林指出，拟议中的刺激方案是针对金融恐慌，而没有为大流行的核心问题：医疗能力提供足够的资金。
5月初，《福布斯》医疗保健资深撰稿人发文称：“特尼特医疗保健公司表示，该公司60多家医院并没有被冠状病毒COVID-19毒株感染的患者压垮，这是美国医疗保健系统可能有效应对大流行的最新迹象，”这表明将曲线拉到卫生保健能力以下的目标取得了初步成功。